# Pamuk megállóhely
Pamuk megállóhely egy Somogy vármegyei vasúti megállóhely Pamuk településen, a MÁV üzemeltetésében.
A község központjától nem messze nyugatra helyezkedik el, a 6701-es útból Pamukra kiágazó és a falun végigvezető 67 127-es számú mellékút közelében; közúti elérését az utóbbiból kiágazó önkormányzati út teszi lehetővé.
Eredeti helye a pamuki Rákóczi utca szintbeli keresztezésénél, annak déli oldalán volt, a 305-ös szelvénykőnél. A vonal 2016-17-ben végzett átépítése során a megállóhelyet áthelyezték kb. 500 méterrel délebbre. A régi megálló felvételi épülete 2024-es állapot szerint még viszonylag jó állapotban volt.

## Vasútvonalak
A megállóhelyet az alábbi vasútvonalak érintik:
- Kaposvár–Fonyód-vasútvonal

## Kapcsolódó állomások
A megállóhelyhez az alábbi állomások vannak a legközelebb:
- Somogyvár megállóhely (Kaposvár–Fonyód-vasútvonal)
- Osztopán vasútállomás (Kaposvár–Fonyód-vasútvonal)

## Forgalom
| Járat              | Útvonal | Gyakoriság |
| ------------------ | --- | ---------- |
| személyvonat       | Fonyód – Pusztaberény – Lengyeltóti – Tatárvár – Öreglak – Somogyvár – Pamuk – Osztopán – Somogyjád – Várda – Kaposfüred – Kapostüskevár – Kaposvár | Napi 5 pár |
| Helikon InterRégió | Győr – Győr-Gyárváros – Győrszabadhegy – Gyömöre-Tét – Szerecseny – Vaszar – Pápa – Celldömölk – Jánosháza – Sümeg – Tapolca – Balatonederics – Balatongyörök – Vonyarcvashegy – Gyenesdiás – Keszthely – Balatonszentgyörgy – Balatonberény – Balatonmáriafürdő – Balatonfenyves alsó – Balatonfenyves – Alsóbélatelep – Bélatelep – Fonyód – Lengyeltóti – Öreglak – Somogyvár – Pamuk – Osztopán – Somogyjád – Kapostüskevár – Kaposvár (hétvégén 1-2 pár tovább: – Dombóvár alsó – Sásd – Szentlőrinc – Pécs) | 2 óránként |
| Helikon InterRégió | Tapolca – Raposka – Balatonederics – Becehegy – Balatongyörök – Vonyarcvashegy – Gyenesdiás – Alsógyenes – Keszthely – Balatonszentgyörgy – Balatonberény – Balatonmáriafürdő – Balatonfenyves alsó – Balatonfenyves – Alsóbélatelep – Bélatelep – Fonyód – Lengyeltóti – Öreglak – Somogyvár – Pamuk – Osztopán – Somogyjád – Kapostüskevár – Kaposvár | Napi 1 pár |